# 石井岩
石井岩，位于中国广东省汕头市潮阳区关埠镇玉一村，现为潮阳区文物保护单位，类型为其他，公布时间为1997年4月9日。
石井岩的历史年代为宋代。